# 林世雄
林世雄，GBS，JP（1961年10月8日—），香港工程師，曾任運輸及物流局局長、發展局常任秘書長（工務），身兼香港工程師學會、土木工程師學會及中國香港鐵道學會的資深會員。他亦是香港大學土木工程系客座教授、香港理工大學土木及環境工程學系客座教授，以及香港科技大學土木及環境工程學系客座教授。

## 簡歷
林世雄於1980年於王肇枝中學中七畢業，考入香港大學土木工程系，並於1983年獲得香港大學土木工程理學士。他於1986年8月加入香港政府，任職助理工程師，先後於2009年升任總工程師（首長級第1級）；2012年升任政府工程師（首長級第2級）；再於2014年晉升為首席政府工程師（首長級第3級）。
2024月12月5日，國務院宣布免去其運輸及物流局局長職位。

## 歷任主要職位
- 2015年6月至2016年8月：土木工程拓展署港島及離島拓展處處長，（首長級第3級）
- 2016年9月至2018年10月：土木工程拓展署署長，（首長級第6級）
- 2018年10月13日至2021年10月7日：發展局常任秘書長（工務），（首長級第8級）
- 2022年7月1日至2024年12月5日：運輸及物流局局長[7]

## 榮譽

### 殊勳
- 金紫荊星章（G.B.S.）（2021年7月1日）
- 官守太平紳士（J.P.）（2014年7月1日－2024年12月4日）[8]
- 非官守太平紳士（J.P.）（2025年7月1日－）[9]

## 外部連結
- 昔日網誌 - 前運輸及物流局局長林世雄 （页面存档备份，存于）

| 官衔                               | 官衔                                                   | 官衔            |
| ---------------------------------- | ------------------------------------------------------ | --------------- |
| 前任者： 陳帆 （運輸及房屋局局長） | 運輸及物流局局長 2022年7月1日－2024年12月5日           | 繼任者： 陳美寶 |
| 政府职务                           |                                                        |                 |
| 前任者： 韓志強                    | 發展局常任秘書長（工務） 2018年10月13日－2021年10月7日 | 繼任者： 劉俊傑 |
| 前任者： 鍾錦華                    | 土木工程拓展署署長 2016年9月27日－2018年10月13日       | 繼任者： 劉俊傑 |